# 係留施設

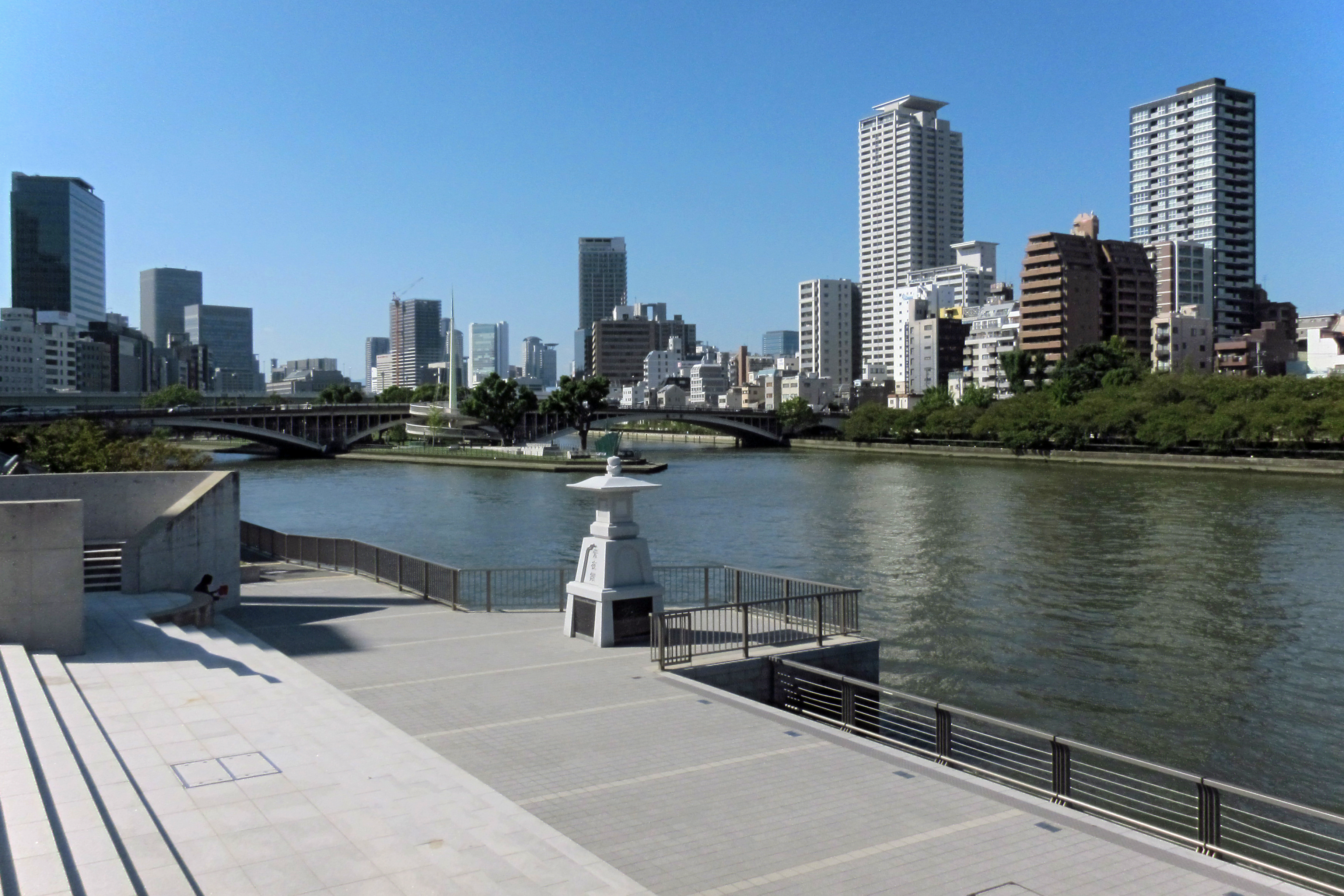
川舟の接岸施設で平安時代からの歴史を有する八軒家船着場（大阪市）

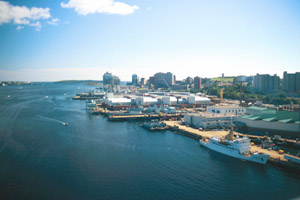
ハリファクス港（カナダ）の接岸施設

係留施設（けいりゅうしせつ、英語: berth）とは、船舶が港湾において停泊するために設けられた施設をいう。

## 分類
係留施設は、船舶が陸域部に接岸するための接岸施設と、沖合の海域に停泊するための沖がかり施設の2種類に大きく分けられる。

### 接岸施設

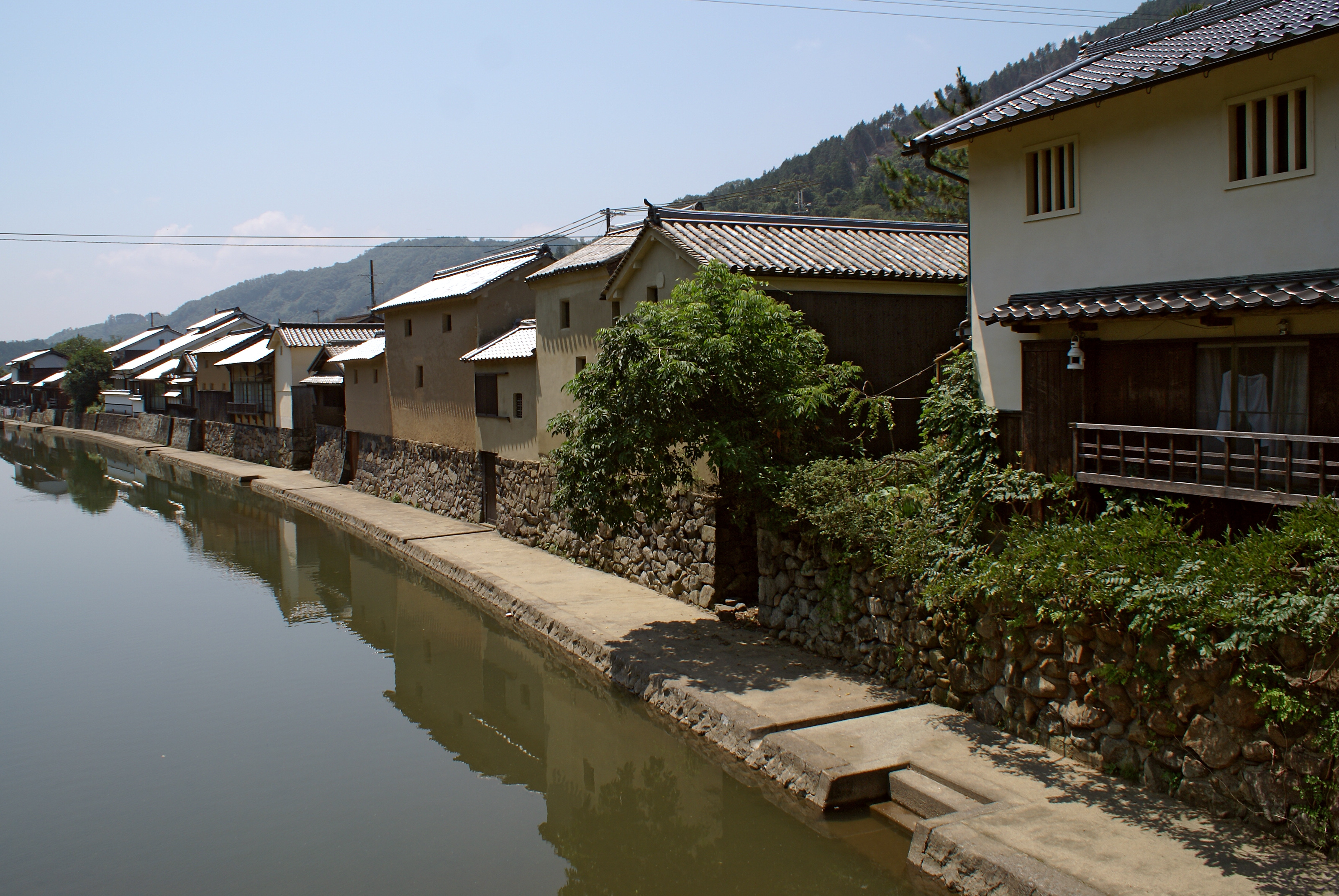
江戸時代の川舟の接岸施設（平福）

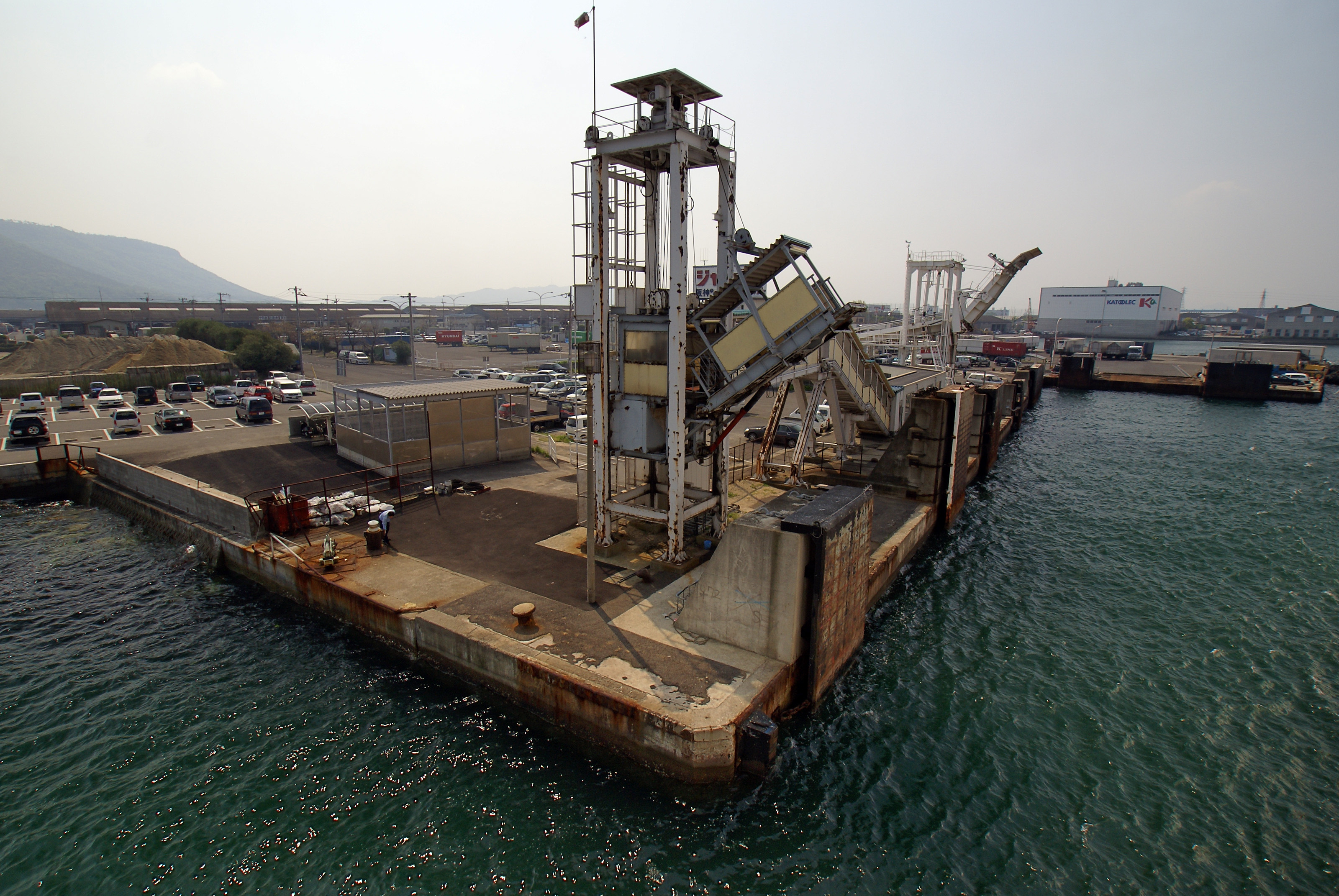
フェリー岸壁の接岸施設。画面中央の塔が旅客用のボーディングブリッジ、右が車両用。高松東港（高松市）

接岸施設はその形状によって、岸壁・物揚場、桟橋、浮桟橋などに分類される。岸壁・物揚場は、陸域部に沿った形状をしている。これに対し桟橋は、陸域部から水域へ突き出る橋梁状の構造物である。浮桟橋は、箱状の構造物を水に浮かべて錨で固定し、陸域部と連結したものである。これらはいずれも陸域の埠頭内に設けられる。
接岸施設に着岸した船舶は、錨を下ろし、ロープ・ワイヤを接岸施設の係船柱と呼ばれる突起にくくりつけることによって停泊する。船舶と接岸施設が接触すると互いに損傷を生じるので、接岸施設にはゴムなどで作られた防舷材が取り付けられている。接岸施設は、バースという単位に区分されるのが通例である。1つのバースに1隻の船舶が接岸することが通常想定されている。1バースの延長は、短ければ数十メートル、長ければ300メートルに及ぶ。
マリーナでは、小型艇の係留に適したクリートを桟橋に設置していることが多く、錨を使わず、フェンダーを併用して係留する。

### 沖がかり施設
沖がかり施設もまた、その形状によって、係船浮標とドルフィンに分類される。係船浮標は文字どおり係船するための浮標（ブイ）である。ドルフィンは係船杭とも呼ばれ、陸から離れた海底に杭などを打ち込んで作る係留施設であり、タンカーの係留などに使用されることが多い。沖がかり施設が設置されている海域は、通常、船舶が停泊するための泊地として指定されている。また沖がかり施設は、海（シー）の係留施設（バース）、すなわちシーバースと呼ばれることもある。

## 防災船着場
東京都では災害時の陸上交通網の補完や物資輸送等に役立つとして平成11年に防災船着場整備計画を策定し、東日本大震災を教訓に計画を改定、整備を進めている。2016年に61か所だったが、今後は94か所に増える。隅田川、荒川、新河岸川、神田川、小名木川、江戸川などにある。埼玉県にはあきがせ緊急用船着場などもある。